# حزب تلوگو دسام
حزب تلوگو دسام (به زبان تلوگو: తెలుగు దేశం، به انگلیسی: Telugu Desam Party) یک حزبی سیاسی در هند است.
این حزب در سال ۱۹۸۲ توسط ان.تی. راما رائو ایجاد شد و رهبر کنونی آن ان. چاندرابابو نایدو است.
حزب تلوگو دسام در انتخابات مجلس ۲۰۰۴ حزب ۱۱ ۸۴۴ ۸۱۱ رای (۳٫۰٪, ۵ کرسی) دریافت کرد.
شاخه جوانان حزب تلوگو یوواتها نام دارد.